# Dragan Mladenović
Dragan Mladenović Musa, född 29 mars 1956 i Pirot, Jugoslavien (nuvarande Serbien), är en före detta jugoslavisk handbollsspelare (vänsternia).
Han tog OS-guld 1984 i Los Angeles.